# Wlada Ralko

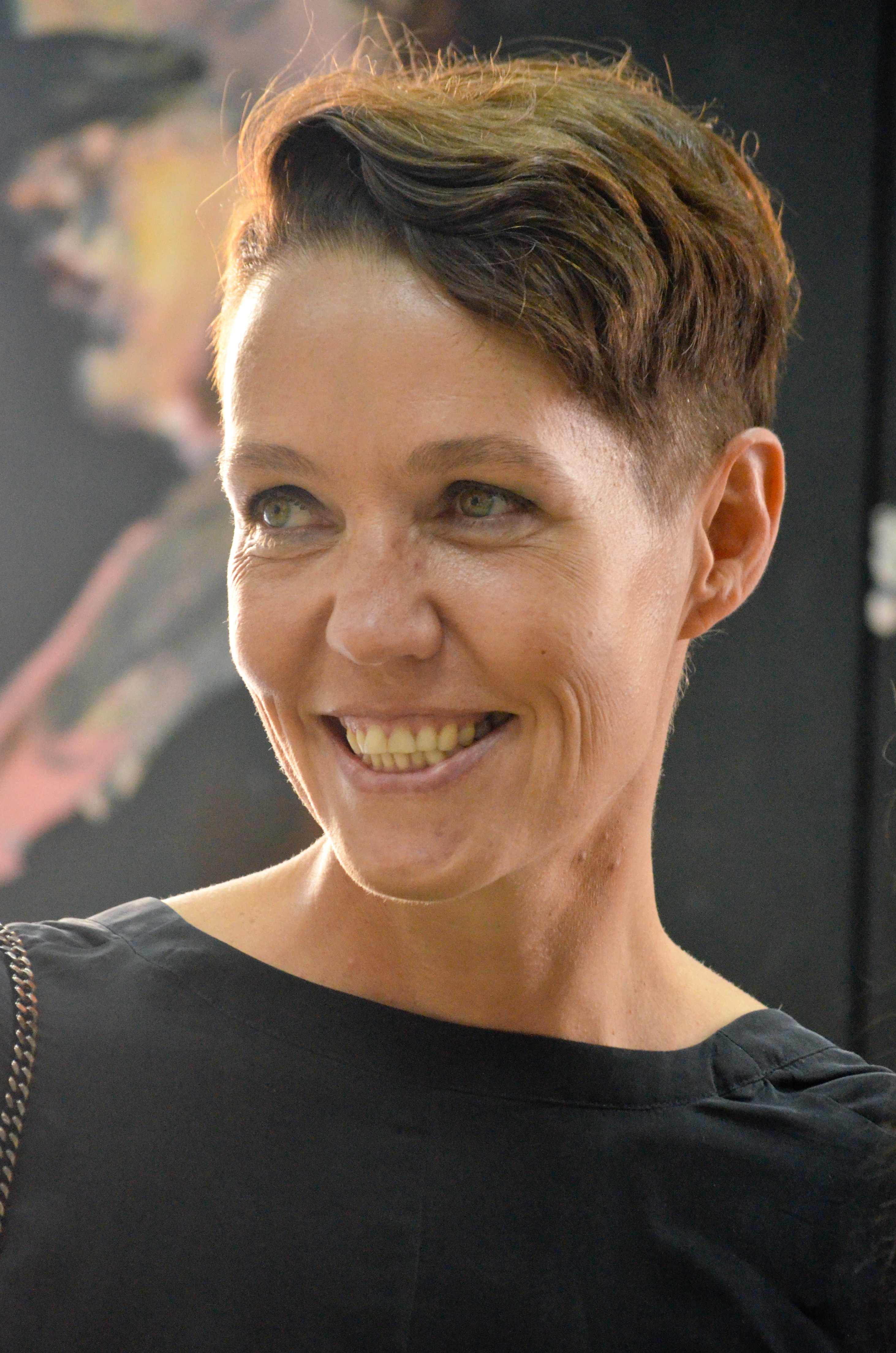
Wlada Ralko, 2014

Wlada Ralko (bekannt als Vlada Ralko, ukrainisch Влада Ралко; * 1969 in Kiew) ist eine ukrainische Künstlerin. Sie ist Mitglied der Nationalen Union der Künstler der Ukraine.

## Leben und Wirken
Wlada Ralko schloss 1994 ihr Studium der Malerei an der Nationalen Akademie der Bildenden Künste und Architektur. Zur gleichen Zeit begann sie ihre aktive Ausstellungstätigkeit.
Von 2013 bis 2015 schuf Wlada Ralko das Kyiv Dairy, eine Serie von mehr als 400 Zeichnungen, die die Ereignisse des Euromaidan in Kiew dokumentieren, voller Emotionen, die von der Freude über den Nationalstolz bis hin zur tiefen Verzweiflung reichen.
Seit dem russischen Überfall auf die Ukraine im Jahr 2022 lebt und arbeitet sie hauptsächlich in Kiew und Berlin.

## Ausstellungen (Auswahl)
- 2024 – Politische Anatomie. Version in Einundneunzig Galerie, Frankfurt[3]
- 2023 – Bessere Welt in Galerie Udo Würtenberger, Berlin
- 2022 – Lviv Diary – drawings from the war in Kahán Art Space, Budapest[4]
- 2022 – Kein Traum in ArtEast Gallery, Berlin[5]
- 2022 – Time of War in SMAC space, Berlin[6]
- 2021 – The Ghost of Freedom in ChervoneChorne Gallery, Kaniw[7]
- 2020 – Zone of Silence in Sherbenko Art Center, Kiew[8]
- 2019 – Wedding in Woloschyn-Galerie, Kiew[9]
- 2018 – Anatomy in OFAM, Odessa[10]

## Bibliografie
- Kyiv Dairy, Lwiw 2019
- Роботи на папері. Артбук 2007 ISBN 978-966-96916-0-6[11]

## Auszeichnungen (Auswahl)
- 2019 – Women in Arts Award
- 2001 – Ukrainian triennial art